# Paul Würtz
Paul Würtz, född den 30 oktober 1612, död natten mellan den 23 och 24 mars 1676 i Hamburg (begraven 1679 i Amsterdam), var en svensk friherre och krigare, son till Klas Wirtz, oxhandlare i Husum, Slesvig, och Margarete Busch.
Till en början skrivare hos en advokat i Slesvig, kom Würtz genom oförutsedda omständigheter i en jesuitskola i Wien, fick sedermera under vidsträckta resor tillfälle att släcka sin kunskapstörst och bland annat inhämta betydande språkkunskap samt gjorde sina första lärospån i krigaryrket först i kejserlig och sedan i svensk tjänst under trettioåriga krigets senare skede. Vid dess slut hade han avancerat till överste under Karl Gustavs överbefäl. Under det denne furste efter fredsslutet 1648-50 uppehöll sig i Tyskland som Sveriges generalissimus för att övervaka fredens verkställande, åtnjöt Würtz hans synnerliga förtroende och gick honom på åtskilliga sätt tillhanda.
1651 anlände han i hertig Adolf Johans sällskap till Stockholm och erhöll samma år av drottning Kristina åtskilliga hemman i Västergötland i donation. Emellertid förblev han särskilt nära förbunden med pfalziska huset och i synnerhet med Karl Gustav, vars litterära intressen och smak i övrigt han synes ha delat. I slutet av 1651 begav han sig till prinsen, som uppehöll sig på Öland, och det var då, som han ofrivilligt inblandades i den Messeniska högmålsprocessen. Ett brev, som Würtz skrivit i prinsens namn till den äldre Messenius med förfrågan om, vem som vore författare till den förgripliga paskill, som tillsänts prinsen, blev nämligen använt som bevismedel vid rättegången.
I april 1653 var Würtz i Hamburg på resa i något Karl Gustavs uppdrag. Sannolikt var det då, som prinsen anmodat honom att besöka det hertigliga hovet i Gottorp med hänsyn till det påtänkta frieriet till en av prinsessorna där. Resan gällde till utseendet Köpenhamn, men både på bort- och hemvägen stannade Würtz i Gottorp, där han av hertigen mottog uppdraget att bege sig till England för att för Holstein utverka neutralitet och fri handel under det pågående kriget mellan England och Republiken Förenade Nederländerna, över Holland begav han sig också till England, där det den 8 december lyckades honom att utverka det önskade neutralitetsfördraget med handelsfrihet för Holstein.
1654 utnämndes han till generalmajor och kommendant i Stade och var underbefälhavare i det Första bremiska kriget, till vars avslutande han kraftigt bidrog. Med sina i hertigdömet Bremen samlade trupper tågade han tidigt på sommaren 1655 åt Pommern för att stöta till den armékår, som under Arvid Wittenberg i juli inryckte över polska gränsen. Würtz jämte Radzieiowski förde den första underhandling, som ledde till polska landsdelars, vojvodskapen Posens och Kalisz underkastelse. När kort därefter Karl Gustav själv anryckte, följde Würtz honom på segertåget söderut. 18 oktober 1655 utnämnde konungen honom till kommendant i det i september erövrade Krakow.
Det dröjde ej länge, innan han där inneslöts av fienden. I april 1656 blockerades fästningen av general Dembinski, men Würtz överraskade och förstörde i maj vid Mogillo hans läger. Kort därpå, 31 juli, upprev han en annan avdelning, på 3 800 man, i dess läger vid Tinietz (10 km. ovanom staden). Genom dessa operationer fick han så mycken luft, att han kunde låta införa i fästningen "ett ansenligt magazin", varigenom det blev honom möjligt att hålla ut den tredje belägringen, under Lubomirski, från den 16 september 1656 till i februari 1657, då furst Rákóczis anmarsch befriade honom. Lubomirski gav Würtz, då han upphävde belägringen, de amplaste lovord, och Karl Gustav utnämnde honom samma år till friherre av Örneholm (Finland).
Enligt Karl Gustavs order skulle Würtz på våren 1657 till Rákóczi överlämna Krakow och bege sig till konungen; men då Rákóczi ej ensam kunde försvara staden och fienden spärrade vägen för Würtzs förening med konungen, måste Würtz kvarstanna i Krakow, medan konungen anträdde sitt tåg till Danmark. När sedan på sommaren Rákóczi tvungits att nedlägga vapen och staden kringränts av österrikare och polacker, ingick Würtz 24 augusti 1657 en mycket hedrande kapitulation. Trots det tillförsäkrade fria avtåget och trots den till Landsberg an der Warthe åtföljande österrikiska konvojen var det dock endast med uppbjudande av all sin klokhet, som han med sin lilla styrka (2,159 man) lyckades undan den tätt förföljande Stefan Czarniecki kasta sig in i Stettin.
I Stettin, Sveriges viktigaste fästning på andra sidan Östersjön, blev han kommendant, varjämte han på våren 1658 utnämndes till generallöjtnant. Under förra delen av 1659 opererade Würtz i Preussen tills, med hertig Adolf Johan, och under senare delen av året 19 september - 4 november ledde han försvaret av Stettin. 1661 utnämndes Würtz till vice generalguvernör i Pommern, men erhöll 1664 på begäran avsked, på den grund, att det under Frankrikes auspicier stiftade Rhenförbundet erbjudit honom att bli överbefälhavarens närmaste man över den armé, som av förbundet utrustades emot turkarna. Detta förslag gick emellertid om intet, när Frankrike fordrade, att den Würtz tillämnade posten skulle lämnas åt en fransman Coligny, och en ringare befattning vägrade Würtz mottaga.
I stället tog han januari 1665 tjänst med fältmarskalks titel i Danmark, varest han där jämte var ledare av krigs- och statskollegierna. Men redan 31 oktober tog han av sked och bosatte sig i Hamburg. Medan det Andra bremiska kriget pågick 1666, frestade svenska regeringen honom med lysande anbud, men förgäves, då han fick veta, att den honom bjudna fältmarskalks fullmakten utfärdats några timmar senare än en sådan för en yngre general (Chr. D. von Dohna).
1668 ingick Würtz i holländsk tjänst, i vilken han som fältmarskalk under det 1672 utbrytande kriget fick tillfälle att hävda sitt europeiska rykte. Redan 1668 lät svenska regeringen genom sin envoyé i Haag tillförsäkra Würtz 4,000 riksdaler om året och rang näst efter rikets råd. När han sedermera 1674 lämnat Hollands tjänst, söktes han på nytt vid en överhängande krigsfara av svenska regeringen, som denna gång velat göra honom till generalguvernör över Bremen och Verden. Men han avböjde anbudet.

Paul Würtz
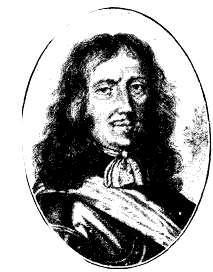
Paul Würtz

## Fotnoter
1. 1 2  Paul Wirtz, Biografisch Portaal (på nederländska), Biografisch Portaal-nummer: 98389443.[källa från Wikidata]
2. ↑  Gemeinsame Normdatei, läst: 1 januari 2015.[källa från Wikidata]